# Ib Windfeld
Ib Marius Windfeld (født 26. oktober 1875 på Tanderup ved Ribe, død 12. september 1960) var en dansk agronom og inspektør.
Hans forældre var proprietær Thomas Ibsen Windfeld (1826—1900) og Nielsine Windfeld (1831-1912). Windfeld gik i Ribe Latinskole og tog præliminæreksamen 1892. I de næste otte år arbejdede han ved det praktiske landbrug, de to sidste år som forvalter, kom dernæst på Landbohøjskolen, hvorfra han blev landbrugskandidat 1902. 1902—04 var han overassistent ved de rentabilitets-fodringsforsøg, som H. Goldschmidt ledede. Forsøgende medvirkede til at føre kvægforsøgene ind i nye baner, og i de følgende år kom Windfeld ind i en alsidig virksomhed som sekretær og forretningsfører i en række organisationer. 1903-11 var han forretningsfører for Foreningen til Fremme af Landbrugets Udførsel, til hvis vigtigste opgaver hørte arbejdet for afsætning af danske avlsdyr til Rusland og Randstaterne og bestræbelserne for at skabe et marked for danske kartofler i England. Windfeld var bl.a. med til at indføre og fremavle den værdifulde kartoffelsort Up to Date.
Derudover var Windfeld ansat ved Agrardagbladet 1904-05, redaktionssekretær ved Ugeskrift for Landmænd 1905-06, sekretær for Foreningen De danske Atlanterhavsøer, der virkede til gavn for Island, Færøerne, Grønland og Dansk Vestindien samt redaktør af foreningens medlemsblad Atlanten 1906-20. Han var tillige konsulent for Det danske Gødningskompagni 1905-21 og bestyrer af Det landøkonomiske Rejsebureau under Landhusholdningsselskabet fra dets etablering 1912 indtil 1921. Desuden revisor i Dansk Røde Kors 1912-26. På alle disse områder demonstrerede Windfeld sine evner som en kompetent og samvittighedsfuld administrator.
1921 blev han inspektør og kasserer ved Den kgl. Veterinær- og Landbohøjskole, hvilket han var indtil 1945. I denne stilling optrådte han som en dygtig administrator, bl.a. ved de store materielle og bygningsmæssige udvidelser, der blev gennemført. Han var også engageret i de studerendes vilkår og spillede en rolle i opførelsen af Veterinær- og Landbohøjskole Kollegiet ved Landbohøjskolen 1943.
Han blev Ridder af Dannebrog 1926 og Dannebrogsmand 1941. Han blev æresmedlem af Foreningen af danske Landbrugskandidater 1946. Windfeld døde 1960.
Han blev gift 1. gang 28. april 1904 i Brørup med Ane Marie Mortensen (18. maj 1872 i Eskelund, Brørup Sogn – 28. juni 1912 på Frederiksberg), datter af sognefoged, gårdejer Hans Madsen Mortensen (1842-1904) og Maren Sørensen (1844-1915). 2. gang ægtede han 25. oktober 1913 i København Anna Marie (Amie) Gjellerup (9. december 1876 i København – 1951), datter af handelsagent, senere grosserer Christian Peter Gjellerup (1844-1910) og Maren Margrethe Beck (1853-1933).